# Camponotus flavolimbatus
Camponotus flavolimbatus är en myrart som beskrevs av Hugo Viehmeyer 1922. Camponotus flavolimbatus ingår i släktet hästmyror, och familjen myror. Inga underarter finns listade.